# INS Trieste
Триест (итал. Trieste) — десантный вертолётоносец ВМС Италии. Вступил в строй 7 декабря 2024 года, заменив устаревший лёгкий авианосец «Джузеппе Гарибальди» и, в перспективе, десантные транспорты-доки типа «Сан-Джорджо», которые будут выведены из эксплуатации в 2025 году. 

## История строительства[3]
Постройка для ВМС Италии универсального десантного корабля (УДК, - Landing Helicopter Dock, LHD) была внесена в планы строительства итальянского флота в 2010 году, когда начались проектные работы по кораблю. Постройка УДК была утверждена принятым итальянским парламентом в мае 2015 года Законом о флоте (Legge Navale) с общей стоимостью финансирования 5,428 млрд евро.
Контракт стоимостью 1,126 млрд евро на постройку УДК был выдан управлением военно-морских вооружений (NAVARM) министерства обороны Италии 1 июля 2015 года консорциуму Raggruppamento Temporaneo di Impresa (RTI), образованному объединениями Fincantieri и Finmeccanica (ныне Leonardo). 
Церемония первой резки стали для корабля состоялась на верфи объединения Fincantieri в Кастелламмаре-ди-Стабия близ Неаполя 12 июля 2017 года, церемония официальной закладки Trieste состоялась там 20 февраля 2018 года, а спуск на воду был произведен 25 мая 2019 года. После спуска на воду корабль 7 января 2020 года был отбуксирован для достройки на верфь Fincantieri в Мудджиано в Специи. 12 августа 2021 года корабль впервые вышел в море на ходовые испытания, и в целом процесс испытаний продлился более трех лет.

## Вооружение
Авиационное вооружение в условиях полной эксплуатации может составлять 30–34 вертолёта типа AgustaWestland AW101 и американских истребителей пятого поколения F-35 в различных комбинациях. На корабле предусмотрено также размещение десантных катеров, а от воздушных угроз его защитят 16 пусковых установок зенитных ракет Aster.
Корабль вооружен тремя 76-мм артустановками, тремя 25-мм зенитными арткомплексами, а также установкой вертикального пуска зенитных ракет "Астер 15/30" производства компании MBDA.